# Пасужа
Пасу́жа (Посу́жье) (бел. Пасу́жа) — озеро в Полоцком районе Витебской области в бассейне реки Полоты.

## География
Находится в 5 километрах к юго-западу от деревни Дретунь (Малоситнянский сельсовет). Площадь — 0,18 км². Длина — 0,55 км, максимальная ширина — 0,4 км. Склоны котловины невыразительные, на севере высотой до 3 м, поросли лесом. Из озера вытекает ручей, впадающий в реку Страдань.